# Frutillaria cheupuensis
Frutillaria cheupuensis är en tvåvingeart som beskrevs av Richards 1961. Frutillaria cheupuensis ingår i släktet Frutillaria och familjen hoppflugor. Inga underarter finns listade i Catalogue of Life.